# Montserrat Palma
Montserrat Palma i Muñoz (Figueras, Gerona, 24 de julio de 1959) es una política y profesora universitaria de Cataluña, España.

## Biografía
Licenciada en Filosofía y Letras por la Universidad Autónoma de Barcelona, trabaja como profesora titular en la Facultad de Ciencias de la Educación de la Universidad de Gerona. Miembro del Partido de los Socialistas de Cataluña, ha sido concejal del Ayuntamiento de Figueras, donde fue Teniente de Alcalde. Diputada al Congreso en las elecciones generales españolas de 1996, repitiendo escaño por la provincia de Gerona en 2000, 2004 y 2008. En noviembre de 2014 abandonó el PSC.